# Primera División de Costa Rica 2012/13
Die Saison 2012/13 beinhaltete die 99. und die 100. Auflage der Primera División de Costa Rica, der höchsten costa-ricanischen Fußballliga. In dieser Saison wurden wie in den letzten Jahren üblich zwei Meisterschaften - Invierno Progol-JPS 2012 und Verano Progol-JPS 2013 - ausgespielt. Aus den Ergebnissen beider Meisterschaften wurde eine Gesamttabelle erstellt, um den Absteiger in die Liga de Ascenso-Segunda División zu ermitteln. Die Gewinner beider Meisterschaften sowie der beste Vizemeister qualifizierten sich für die CONCACAF Champions League 2013/14. Im Invierno 2012 sicherte sich Alajuela den 28. Meistertitel der Vereinsgeschichte; Heredia gewann im Verano 2013 zum 23. Mal die Meisterschaft. San Carlos stieg in die Zweitklassigkeit ab.

## Austragungsmodus
Die Saison 2012/13 wurde in die zwei Spielzeiten Invierno 2012 und Verano 2013 aufgeteilt. Die beiden Meisterschaften wurden in folgendem Modus ausgetragen:
- Zunächst spielten die zwölf teilnehmenden Mannschaften in einer Einfachrunde (Hin- und Rückspiel) im Modus Jeder gegen Jeden die besten vier Mannschaften aus.
- Diese vier Teams spielten in Hin- und Rückspielen (1. gegen 4., 2. gegen 3.) im Halbfinale die beiden Finalisten aus.
- Im Finale spielten die beiden Halbfinalsieger in Hin- und Rückspiel den Meister aus.

Aus den Hauptrunden der beiden Meisterschaften (Invierno und Verano) wurde eine Gesamttabelle erstellt. Der Letztplatzierte in dieser Wertung stieg in die Liga de Ascenso-Segunda División ab.

## Besondere zusätzliche Regel
- In jedem Kader (aus maximal 25 Spielern bestehend) dürfen sich höchstens vier Ausländer befinden.

## Teilnehmer
Um wieder auf 12 teilnehmende Mannschaften zu kommen, gab es in der Saison 2011/12 keinen direkten Absteiger; der letztplatzierte Orión FC - Desamparados bestritt ein Relegationsspiel gegen den Vizemeister der Liga de Ascenso-Segunda División, AD Carmelita. Zweitligameister CS Uruguay de Coronado stieg direkt auf.
| Startplatz:               | Verein                     | Herkunft (Ort, Provinz)            | Stadion                          | Vereinsfarben          | Meistertitel | Übertragungsrechte         |
| ------------------------- | -------------------------- | ---------------------------------- | -------------------------------- | ---------------------- | ------------ | -------------------------- |
| 01. Gesamttabelle 2011/12 | CS Herediano               | Heredia, Heredia                   | Estadio Eladio Rosabal Cordero   | Rot und Gelb           | 22           | Repretel (Kanäle 4, 6, 11) |
| 02. Gesamttabelle 2011/12 | CD Saprissa                | San Juan de Tibás, San José        | Estadio Ricardo Saprissa Ayma    | Dunkelviolett und Weiß | 29           | Teletica (Kanäle 7, 33)    |
| 03. Gesamttabelle 2011/12 | LD Alajuelense             | Alajuela, Alajuela                 | Estadio Alejandro Morera Soto    | Rot und Schwarz        | 27           | Repretel (Kanäle 4, 6, 11) |
| 04. Gesamttabelle 2011/12 | AD Municipal Pérez Zeledón | San Isidro de El General, San José | Estadio Municipal Otto Ureña     | Hellblau und Blau      | 0            | Teletica (Kanäle 7, 33)    |
| 05. Gesamttabelle 2011/12 | CS Cartaginés              | Cartago, Cartago                   | Estadio José Rafael "Fello" Meza | Rot und Blau           | 3            | Teletica (Kanäle 7, 33)    |
| 06. Gesamttabelle 2011/12 | AD Santos de Guápiles      | Guápiles, Limón                    | Estadio Ebal Rodrígez            | Rot und Weiß           | 0            | ExtraTV42 (Kanal 42)       |
| 07. Gesamttabelle 2011/12 | AD San Carlos              | Ciudad Quesada, Alajuela           | Estadio Carlos Ugalde Álvarez    | Rot und Blau           | 0            | Teletica (Kanäle 7,33)     |
| 08. Gesamttabelle 2011/12 | Belén-Bridgestone FC       | Belén, Heredia                     | Polideportivo Belén              | Rot und Weiß           | 0            | Repretel (Kanäle 4, 6, 11) |
| 09. Gesamttabelle 2011/12 | Puntarenas FC              | Puntarenas, Puntarenas             | Estadio Lito Pérez               | Orange und Schwarz     | 0            | Teletica (Kanäle 7, 33)    |
| 10. Gesamttabelle 2011/12 | Limón FC                   | Puerto Limón, Limón                | Estadio Juan Goban               | Grün und Weiß          | 0            | Repretel (Kanäle 4, 6, 11) |
| Meister LIASC-SD 2011/12  | CS Uruguay de Coronado     | Coronado, San José                 | Estadio Municipal El Labrador    | Gelb und Schwarz       | 1            | Repretel (Kanäle 4, 6, 11) |
| Sieger Relegationsrunde   | AD Carmelita               | Alajuela, Alajuela                 | Estadio Alejandro Morera Soto    | Grün und Rot           | 1            | ExtraTV42 (Kanal 42)       |

## Saison

### Invierno Progol-JPS 2012
Dedicado: Carlos „Cañón“ González Loría
| 2012/13 Stand: Endstand    | AD Carmelita | AD Municipal Pérez Zeledón | AD San Carlos | AD Santos de Guápiles | Belén-Bridgestone FC | CD Saprissa | CS Cartaginés | CS Herediano | CS Uruguay de Coronado | LD Alajuelense |     | Puntarenas FC |
| -------------------------- | ------------ | -------------------------- | ------------- | --------------------- | -------------------- | ----------- | ------------- | ------------ | ---------------------- | -------------- | --- | ------------- |
| AD Carmelita               |              | 1:1                        | 4:2           | 2:5                   | 2:2                  | 1:1         | 0:0           | 0:0          | 1:2                    | 0:3            | 1:1 | 0:1           |
| AD Municipal Pérez Zeledón | 6:0          |                            | 2:1           | 4:1                   | 4:1                  | 1:2         | 1:0           | 2:2          | 2:1                    | 0:1            | 4:3 | 1:1           |
| AD San Carlos              | 0:2          | 1:3                        |               | 0:1                   | 1:0                  | 1:6         | 0:2           | 1:0          | 0:2                    | 2:0            | 2:2 | 2:0           |
| AD Santos de Guápiles      | 1:2          | 2:1                        | 5:1           |                       | 3:0                  | 2:2         | 3:2           | 2:1          | 1:1                    | 0:2            | 3:0 | 2:2           |
| Belén-Bridgestone FC       | 1:0          | 2:1                        | 2:3           | 3:3                   |                      | 1:0         | 1:0           | 0:0          | 0:2                    | 1:3            | 1:2 | 0:0           |
| CD Saprissa                | 2:0          | 3:1                        | 2:1           | 0:2                   | 0:2                  |             | 2:0           | 2:1          | 2:0                    | 2:2            | 2:0 | 2:1           |
| CS Cartaginés              | 1:2          | 0:0                        | 0:0           | 6:0                   | 1:1                  | 1:3         |               | 2:3          | 0:1                    | 1:1            | 0:1 | 3:1           |
| CS Herediano               | 0:0          | 2:1                        | 1:0           | 2:0                   | 1:1                  | 2:1         | 1:1           |              | 2:0                    | 2:4            | 2:0 | 4:1           |
| CS Uruguay de Coronado     | 0:1          | 3:0                        | 1:1           | 1:0                   | 0:1                  | 0:4         | 1:2           | 4:3          |                        | 1:2            | 0:0 | 2:1           |
| LD Alajuelense             | 2:0          | 2:1                        | 1:1           | 2:1                   | 1:0                  | 2:3         | 1:0           | 0:3          | 2:0                    |                | 0:0 | 3:1           |
| Limón FC                   | 2:1          | 2:1                        | 2:1           | 3:2                   | 1:1                  | 1:0         | 1:2           | 3:3          | 5:1                    | 1:0            |     | 0:1           |
| Puntarenas FC              | 0:1          | 0:2                        | 3:3           | 0:0                   | 3:2                  | 0:0         | 1:0           | 0:2          | 1:2                    | 2:2            | 2:1 |               |

| Pl.             | Verein                     | Sp. | S  | U | N  | Tore    | Diff. | Punkte |
| --------------- | -------------------------- | --- | -- | - | -- | ------- | ----- | ------ |
| 1.              | LD Alajuelense             | 22  | 13 | 5 | 4  | 036:220 | +14   | 44     |
| 2.              | CD Saprissa                | 22  | 13 | 4 | 5  | 041:220 | +19   | 43     |
| 3.              | CS Herediano (M)           | 22  | 10 | 7 | 5  | 037:250 | +12   | 37     |
| 4.              | Limón FC                   | 22  | 9  | 6 | 7  | 031:300 | +1    | 33     |
| 5.              | AD Santos de Guápiles      | 22  | 9  | 5 | 8  | 039:370 | +2    | 32     |
| 6.              | CS Uruguay de Coronado (N) | 22  | 9  | 3 | 10 | 025:310 | −6    | 30     |
| 7.              | AD Municipal Pérez Zeledón | 22  | 8  | 4 | 10 | 035:310 | +4    | 28     |
| 8.              | Belén-Bridgestone FC       | 22  | 7  | 7 | 8  | 023:270 | −4    | 28     |
| 9.              | AD Carmelita (N)           | 22  | 6  | 7 | 9  | 021:330 | −12   | 25     |
| 10.             | Puntarenas FC              | 22  | 5  | 7 | 10 | 022:340 | −12   | 22     |
| 11.             | CS Cartaginés              | 22  | 5  | 6 | 11 | 024:250 | −1    | 21     |
| 12.             | AD San Carlos              | 22  | 5  | 5 | 12 | 024:410 | −17   | 20     |
| Stand: Endstand |                            |     |    |   |    |         |       |        |

| 4./3. Hauptrunde | Gesamt | 1./2. Hauptrunde | Hinspiel | Rückspiel |
| ---------------- | ------ | ---------------- | -------- | --------- |
| Limón FC         | 0:1    | LD Alajuelense   | 0:1      | 0:0       |
| CS Herediano     | 2:1    | CD Saprissa      | 1:1      | 1:0       |

| Sieger HF 2  | Gesamt | Sieger HF 1    | Hinspiel | Rückspiel |
| ------------ | ------ | -------------- | -------- | --------- |
| CS Herediano | 2:3    | LD Alajuelense | 1:2      | 1:1 n. V. |

| Platz           | Verein                     |
| --------------- | -------------------------- |
| 01.             | LD Alajuelense             |
| 02.             | CS Herediano (M)           |
| 03.             | CD Saprissa                |
| 04.             | Limón FC                   |
| 05.             | AD Santos de Guápiles      |
| 06.             | CS Uruguay de Coronado (N) |
| 07.             | AD Municipal Pérez Zeledón |
| 08.             | Belén-Bridgestone FC       |
| 09.             | AD Carmelita (N)           |
| 10.             | Puntarenas FC              |
| 11.             | CS Cartaginés              |
| 12.             | AD San Carlos              |
| Stand: Endstand |                            |

|                 | Spieler        | Verein                     | Tore |
| --------------- | -------------- | -------------------------- | ---- |
| 1.              | Cristian Lagos | AD Santos de Guápiles      | 18   |
| 2.              | Henry Cooper   | Limón FC                   | 10   |
| 3.              | Brunet Hay     | AD Municipal Pérez Zeledón | 8    |
| 4.              | Ariel Santana  | Belén-Bridgestone FC       | 7    |
| Stand: Endstand |                |                            |      |

### Verano Progol-JPS 2013
Dedicado: Asdrúbal Meneses
| 2012/13 Stand: Endstand    | AD Carmelita | AD Municipal Pérez Zeledón | AD San Carlos | AD Santos de Guápiles | Belén-Bridgestone FC | CD Saprissa | CS Cartaginés | CS Herediano | CS Uruguay de Coronado | LD Alajuelense |     | Puntarenas FC |
| -------------------------- | ------------ | -------------------------- | ------------- | --------------------- | -------------------- | ----------- | ------------- | ------------ | ---------------------- | -------------- | --- | ------------- |
| AD Carmelita               |              | 0:1                        | 2:0           | 0:1                   | 3:0                  | 0:1         | 0:2           | 3:5          | 3:0                    | 3:1            | 1:0 | 1:1           |
| AD Municipal Pérez Zeledón | 4:1          |                            | 2:0           | 1:1                   | 2:1                  | 1:2         | 1:2           | 2:0          | 1:1                    | 4:1            | 3:0 | 0:0           |
| AD San Carlos              | 2:1          | 1:1                        |               | 2:0                   | 1:1                  | 1:1         | 0:0           | 1:2          | 1:1                    | 2:3            | 1:1 | 0:0           |
| AD Santos de Guápiles      | 3:1          | 3:1                        | 3:2           |                       | 2:1                  | 0:2         | 0:1           | 1:0          | 1:0                    | 1:4            | 0:0 | 3:1           |
| Belén-Bridgestone FC       | 4:1          | 1:2                        | 2:4           | 1:1                   |                      | 0:3         | 0:1           | 2:3          | 1:1                    | 2:0            | 1:1 | 2:0           |
| CD Saprissa                | 1:0          | 4:0                        | 1:2           | 1:0                   | 1:1                  |             | 2:3           | 0:0          | 2:1                    | 1:0            | 2:2 | 2:3           |
| CS Cartaginés              | 2:0          | 0:1                        | 2:0           | 0:0                   | 2:3                  | 1:3         |               | 2:1          | 1:2                    | 1:0            | 3:0 | 1:0           |
| CS Herediano               | 1:1          | 5:1                        | 2:0           | 4:1                   | 3:1                  | 1:2         | 0:2           |              | 2:1                    | 2:1            | 2:1 | 4:1           |
| CS Uruguay de Coronado     | 2:1          | 1:0                        | 4:2           | 0:0                   | 3:0                  | 1:0         | 1:1           | 2:3          |                        | 2:3            | 3:0 | 2:2           |
| LD Alajuelense             | 4:1          | 0:1                        | 1:0           | 4:0                   | 0:0                  | 3:1         | 2:0           | 2:2          | 1:1                    |                | 2:2 | 2:0           |
| Limón FC                   | 0:2          | 1:1                        | 0:2           | 1:0                   | 1:1                  | 2:0         | 1:1           | 1:2          | 2:1                    | 1:0            |     | 1:1           |
| Puntarenas FC              | 2:2          | 3:2                        | 3:0           | 3:0                   | 4:2                  | 2:2         | 1:1           | 3:3          | 1:0                    | 2:4            | 2:1 |               |

| Pl.             | Verein                     | Sp. | S  | U | N  | Tore    | Diff. | Punkte |
| --------------- | -------------------------- | --- | -- | - | -- | ------- | ----- | ------ |
| 1.              | CS Herediano               | 22  | 13 | 4 | 5  | 047:300 | +17   | 43     |
| 2.              | CS Cartaginés              | 22  | 12 | 5 | 5  | 029:180 | +11   | 41     |
| 3.              | CD Saprissa                | 22  | 11 | 5 | 6  | 034:240 | +10   | 38     |
| 4.              | AD Municipal Pérez Zeledón | 22  | 10 | 5 | 7  | 031:280 | +3    | 35     |
| 5.              | LD Alajuelense (M)         | 22  | 10 | 4 | 8  | 038:290 | +9    | 34     |
| 6.              | Puntarenas FC              | 22  | 7  | 9 | 6  | 035:350 | ±0    | 30     |
| 7.              | AD Santos de Guápiles      | 22  | 8  | 5 | 9  | 022:300 | −8    | 29     |
| 8.              | CS Uruguay de Coronado (N) | 22  | 7  | 7 | 8  | 030:270 | +3    | 28     |
| 9.              | AD San Carlos              | 22  | 5  | 7 | 10 | 023:330 | −10   | 22     |
| 10.             | Limón FC                   | 22  | 4  | 9 | 9  | 019:310 | −12   | 21     |
| 11.             | AD Carmelita (N)           | 22  | 6  | 3 | 13 | 024:400 | −16   | 21     |
| 12.             | Belén-Bridgestone FC       | 22  | 4  | 7 | 11 | 027:390 | −12   | 19     |
| Stand: Endstand |                            |     |    |   |    |         |       |        |

| 4./3. Hauptrunde           | Gesamt | 1./2. Hauptrunde | Hinspiel | Rückspiel |
| -------------------------- | ------ | ---------------- | -------- | --------- |
| AD Municipal Pérez Zeledón | 3:5    | CS Herediano     | 3:4      | 0:1       |
| CD Saprissa                | *1:1*  | CS Cartaginés    | 1:1      | 0:0       |

| * | 38:41 Punkte in der Hauptrunde |

| Sieger HF 2   | Gesamt          | Sieger HF 1  | Hinspiel | Rückspiel |
| ------------- | --------------- | ------------ | -------- | --------- |
| CS Cartaginés | 4:4 (4:5 i. E.) | CS Herediano | 3:1      | 1:3 n. V. |

| Platz           | Verein                     |
| --------------- | -------------------------- |
| 01.             | CS Herediano               |
| 02.             | CS Cartaginés              |
| 03.             | CD Saprissa                |
| 04.             | AD Municipal Pérez Zeledón |
| 05.             | LD Alajuelense (M)         |
| 06.             | Puntarenas FC              |
| 07.             | AD Santos de Guápiles      |
| 08.             | CS Uruguay de Coronado (N) |
| 09.             | AD San Carlos              |
| 10.             | Limón FC                   |
| 11.             | AD Carmelita (N)           |
| 12.             | Belén-Bridgestone FC       |
| Stand: Endstand |                            |

|                 | Spieler           | Verein         | Tore |
| --------------- | ----------------- | -------------- | ---- |
| 1.              | Víctor Núñez      | CS Herediano   | 13   |
| 2.              | Yendrick Ruiz     | CS Herediano   | 11   |
| 3.              | Alejandro Aguilar | AD Carmelita   | 10   |
| 4.              | John Venegas      | Puntarenas FC  | 9    |
| 0               | Jerry Palacios    | LD Alajuelense | 9    |
| 0               | Álvaro Sánchez    | LD Alajuelense | 9    |
| Stand: Endstand |                   |                |      |

### Gesamttabelle
| Pl.             | Verein                     | Sp. | S  | U  | N  | Tore    | Diff. | Punkte |
| --------------- | -------------------------- | --- | -- | -- | -- | ------- | ----- | ------ |
| 1.              | CD Saprissa                | 44  | 24 | 9  | 11 | 075:460 | +29   | 81     |
| 2.              | CS Herediano               | 44  | 23 | 11 | 10 | 084:560 | +28   | 80     |
| 3.              | LD Alajuelense             | 44  | 23 | 9  | 12 | 074:510 | +23   | 78     |
| 4.              | CS Cartaginés              | 44  | 17 | 11 | 16 | 053:430 | +10   | 62     |
| 5.              | AD Municipal Pérez Zeledón | 44  | 18 | 9  | 17 | 066:590 | +7    | 63     |
| 6.              | AD Santos de Guápiles      | 44  | 17 | 10 | 17 | 061:670 | −6    | 61     |
| 7.              | CS Uruguay de Coronado (N) | 44  | 16 | 10 | 18 | 055:580 | −3    | 58     |
| 8.              | Limón FC                   | 44  | 13 | 15 | 16 | 050:610 | −11   | 54     |
| 9.              | Puntarenas FC              | 44  | 12 | 16 | 16 | 057:690 | −12   | 52     |
| 10.             | Belén-Bridgestone FC       | 44  | 11 | 14 | 19 | 050:660 | −16   | 47     |
| 11.             | AD Carmelita (N)           | 44  | 12 | 10 | 22 | 048:700 | −22   | 46     |
| 12.             | AD San Carlos              | 44  | 10 | 12 | 22 | 047:740 | −27   | 42     |
| Stand: Endstand |                            |     |    |    |    |         |       |        |